# Biomedical Advanced Research and Development Authority

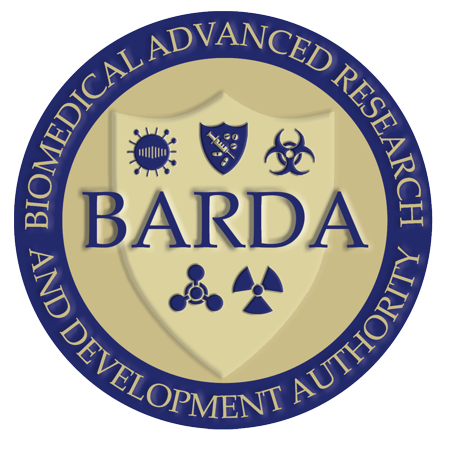
BARDA Logo

Die Biomedical Advanced Research and Development Authority (BARDA) ist eine Behörde des Ministeriums für Gesundheitspflege und Soziale Dienste der Vereinigten Staaten (HHS), das für die Beschaffung und Entwicklung medizinischer Gegenmaßnahmen zuständig ist, hauptsächlich gegen Bioterrorismus, einschließlich chemischer, biologischer, radiologischer und nuklearer Bedrohungen. sowie pandemische Influenza und neu auftretende Krankheiten. Die Behörde verwaltet das Projekt BioShield, das die Forschung, Entwicklung und Bevorratung von Impfstoffen und Behandlungen finanziert, die die Regierung bei Notfällen im Bereich der öffentlichen Gesundheit wie chemischen, biologischen, radiologischen oder nuklearen Angriffen einsetzen kann. Dazu gehören diagnostische Instrumente, Therapeutika wie Antibiotika und Virostatika. BARDA ist eine etablierte, offizielle Schnittstelle zwischen der US-Bundesregierung und der biomedizinischen Industrie. BARDA beteiligt sich auch am staatlichen behördenübergreifenden Unternehmen für öffentliche medizinische Notfallmaßnahmen (Public Health Emergency Medical Countermeasures Enterprise, PHEMCE), das die Koordination zwischen den US-Bundesregierungen bei der Entwicklung und dem Einsatz solcher Gegenmaßnahmen gewährleistet. BARDA beschafft und unterhält Lagerbestände an Materialien wie Arzneimitteln, persönlicher Schutzausrüstung (PSA) und Impfstoffen für den Strategic National Stockpile (SNS).

## Bekämpfung von Pandemien und neu auftretenden Krankheiten
Die Schwerpunkte zur Bekämpfung von Pandemien und neu auftretenden Krankheiten umfassen:
- Milzbrand
- Botulismus
- COVID-19
- Ebolafieber
- Influenza
- Pocken
- Zika-Virus